# 제라드 말랑가

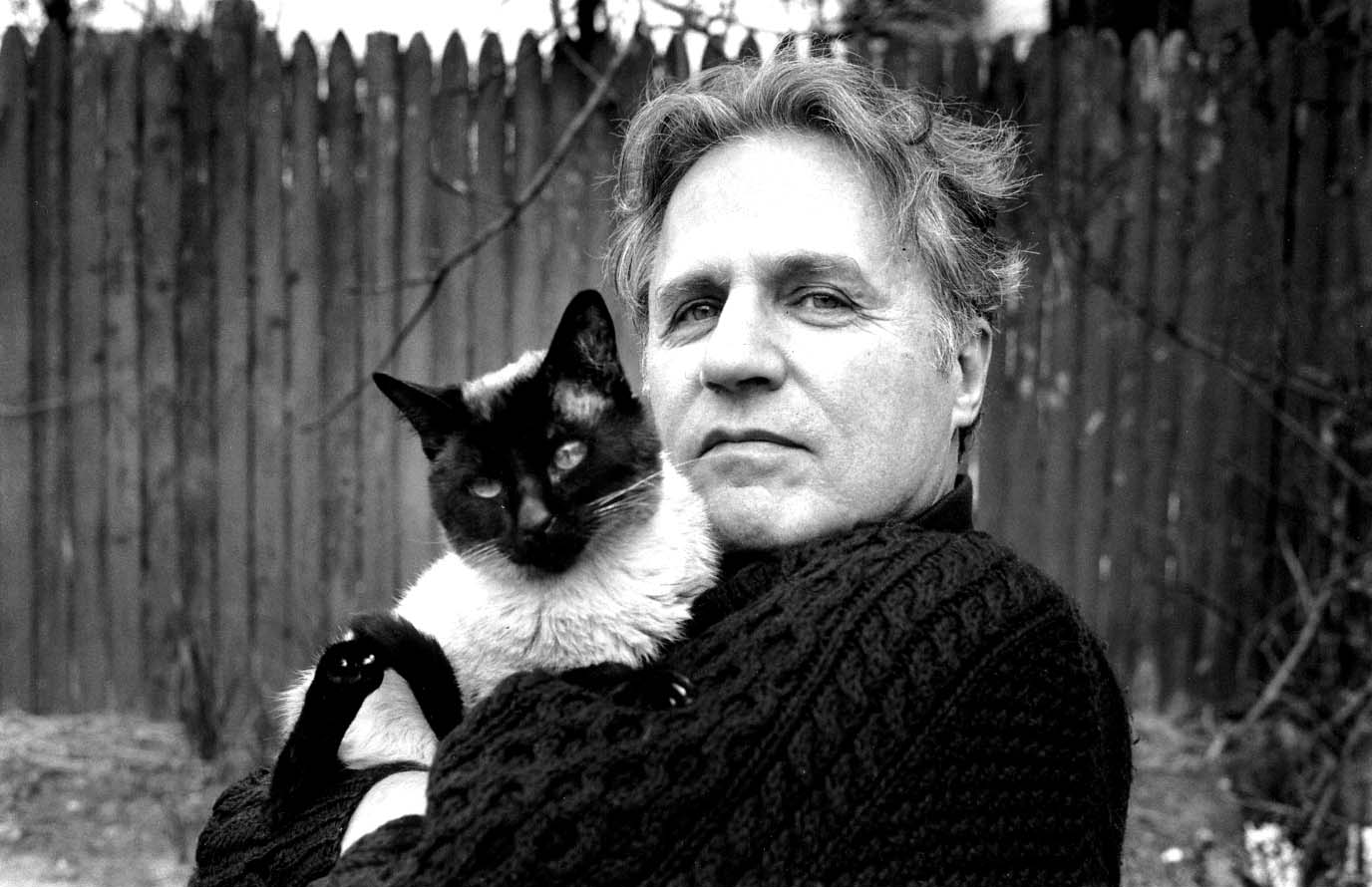

제라드 말랑가(Gerard Malanga, 1943년 3월 20일 ~ )는 미국의 시인, 사진가, 배우, 작가, 감독, 아키비스트, 영화배우이다.
브롱크스에서 태어났다.

## 영화
- 뷰티 달링 (2010년)
- 대니 윌리엄스와 워홀 팩토리 (2007년)
- 팩토리 걸 (2006년) - 본인 역
- 비닐 (1965년)
- 배트맨 드라큐라 (1964년)